# 伊苏丹站
伊苏丹站，是法国的一个铁路车站，位于法国中部城市伊苏丹。

## 位置
伊苏丹站位于伊苏丹市区的西部。车站大致呈南北走向，开口朝东。

## 车站构造
伊苏丹站共有两个站台，其中侧式站台不停靠客运列车。所有旅客必须通过地下通道到2站台（岛式站台）候车。
伊苏丹站原有的自动售票机已于2015年3月拆除。

## 停靠线路
以下列车线路在伊苏丹站停靠：
| 伊苏丹站列车线路表                       |            |               |                  |              |
| 线路                                     | 车种       | 上一站        | 下一站           | 大致运行频率 |
| 巴黎—布里夫/卡奥尔                       | INTERCITÉS | 维耶尔宗      | 沙托鲁           | 每天2趟左右  |
| 奥尔良/维耶尔宗—沙托鲁/阿尔让通/拉苏特兰 | TER        | 赫伊/圣利宰涅 | 讷维-巴于        | 每天6趟左右  |
| 维耶尔宗—利摩日                          | TER        | 赫伊/圣利宰涅 | 讷维-巴于/沙托鲁 | 每天2~3趟    |
| 1.                                       |            |               |                  |              |

## 配套交通

### 大巴车
| 停靠伊苏丹站的大巴车 |              | |
| 上下车地点           | 运营单位     | 主要线路及目的地 |
| 车站门口             | SNCF Car TER | - 1.3线：圣利宰涅、赫伊、维耶尔宗 - 4.2线：沙罗、谢尔河畔圣弗洛朗、布尔日 - 当某条铁路线施工或罢工时，SNCF可能也会提供途径该线路沿途站点的大巴车 |
| 1. 2. 3.             |              | |

### 市内交通
伊苏丹站对应的公交车站名称为"Gare"，伊苏丹免费公交（TIG）停靠该站，每天大概有1~2趟，其线路可覆盖整个伊苏丹城区。

## 临近车站
| 伊苏丹站（Gare d'Issoudun） |                    |                      |
| 上行车站                    | 线路               | 下行车站             |
| 圣利宰涅站 7km ←            | 奥尔良－蒙托邦铁路 | 讷维-巴于站 → 12.2km |